# Società Sportiva R.O.I. Lazio Calcio Femminile 1985
Questa voce raccoglie le informazioni riguardanti la Società Sportiva R.O.I. Lazio Calcio Femminile nelle competizioni ufficiali della stagione 1985.

## Rosa
Rosa aggiornata alla fine della stagione.
| N. |                   | Ruolo | Calciatrice            |
| -- | ----------------- | ----- | ---------------------- |
|    | Italia (bandiera) | C     | Tiziana Bartoccioni    |
|    | Italia (bandiera) | A     | Elena Biondi           |
|    | Italia (bandiera) | D     | Alessandra Castellucci |
|    | Italia (bandiera) | A     | Florinda Ciardi        |
|    | Italia (bandiera) | C     | Marisa Conicchioli     |
|    | Italia (bandiera) | A     | Antonella Del Rio      |
|    | Italia (bandiera) | A     | Cristiana Fiorenza     |
|    | Italia (bandiera) | D     | Maura Furlotti         |
|    | Italia (bandiera) | C     | Rita Messina           |
|    | Italia (bandiera) | D     | Bianca Micieli         |
|    | Italia (bandiera) | D     | Ornella Montesi        |

| N. |                      | Ruolo | Calciatrice           |
| -- | -------------------- | ----- | --------------------- |
|    | Italia (bandiera)    | A     | Carolina Morace       |
|    | Italia (bandiera)    | P     | Alessandra Nappi      |
|    | Danimarca (bandiera) | D     | Lone Nilsson          |
|    | Irlanda (bandiera)   | A     | Anne O'Brien          |
|    | Italia (bandiera)    | P     | Eva Russo             |
|    | Italia (bandiera)    | D     | Elisabetta Saldi      |
|    | Spagna (bandiera)    | C     | Conchi Sánchez Freire |
|    | Italia (bandiera)    | D     | Silvia Silvaggi       |
|    | Italia (bandiera)    | A     | Francesca Sisto       |
|    | Svezia (bandiera)    | A     | Pia Sundhage          |